# The Test (film 1914 Santschi)
The Test è un cortometraggio muto del 1914 diretto da Tom Santschi su un soggetto della scrittore James Oliver Curwood. Interpreti del film, Tom Santschi, Bessie Eyton, Harry Lonsdale e Lex Wilmouth.

## Produzione
Il film fu prodotto dalla Selig Polyscope Company.

## Distribuzione
Distribuito dalla General Film Company, il film - un cortometraggio in una bobina - uscì nelle sale cinematografiche statunitensi il 16 dicembre 1914.